# توم (نیومکزیکو)
توم (به انگلیسی: Tome) یک منطقهٔ مسکونی در ایالات متحده آمریکا است که در شهرستان ولنسیا، نیومکزیکو واقع شده‌است. توم ۱٬۸۶۷ نفر جمعیت دارد و ۱٬۴۷۱٫۹ متر بالاتر از سطح دریا واقع شده‌است.